# Hrabstwo Fremont (Idaho)
Hrabstwo Fremont (ang. Fremont County) – hrabstwo w stanie Idaho w Stanach Zjednoczonych. Obszar całkowity hrabstwa obejmuje powierzchnię 1895,59 mil² (4909,56 km²). Według szacunków United States Census Bureau w roku 2009 miało 12 691 mieszkańców. Jego siedzibą administracyjną jest St. Anthony.
Hrabstwo założono 4 marca 1893 r. Nazwa pochodzi od nazwiska Johna C. Fremonta, znanego jako "Pathfinder" (pol. pionier, badacz), który jako pierwszy przebył ten obszar w 1843 r. Pierwszą osadą na terenie późniejszego hrabstwa była Egin Bench, powstała w 1879 r.

## Miejscowości
- Ashton
- Drummond
- Island Park
- Newdale
- Parker
- St. Anthony
- Teton
- Warm River